# MARC (fiera)
Il MARC (acronimo di Mostramercato delle Attrezzature Radioamatoriali e Componentistica) è una fiera italiana dedicata all'elettronica, all'informatica ed alle attrezzature da radioamatore, che si propone di promuovere e sviluppare la produzione, la commercializzazione e l'utilizzazione dei componenti elettronici e delle apparecchiature per telecomunicazioni in campo nazionale ed internazionale. Si tiene due volte l'anno presso il padiglione C della Fiera di Genova, con il patrocinio e la partecipazione dell'Associazione Radioamatori Italiani.
L'edizione 2002 del Marc di primavera registra un'affluenza di 12 000 persone. Il numero di espositori è tipicamente superiore a 120.

## Storia
La prima edizione del MARC si tiene nel 1980, con cadenza annuale, nel periodo pre-natalizio. Dal 1993 la cadenza diviene semestrale, grazie all'istituzione di un'edizione primaverile, denominata appunto MARC di primavera, che si tiene nel mese di aprile.
Il MARC è inizialmente dedicato al mondo dei radioamatori, con particolare riguardo agli apparati d'epoca, surplus militari, componentistica NOS ed usata, successivamente la formula evolve portando il campo di interesse ad estendersi verso le nuove tecnologie e tendenze che, nel corso degli anni, interessano il mondo dell'elettronica, dell'informatica e delle telecomunicazioni. Oggi il MARC abbraccia tra l'altro i settori relativi a telecomunicazioni analogiche e digitali, telefonia cellulare, sicurezza elettronica, componentistica, editoria tecnica, informatica. Trattandosi di una mostra mercato, è ovviamente possibile l'acquisto da parte del pubblico (ed in alcuni casi anche la vendita) di gran parte del materiale presente.